# Niels Christiansen
Niels B. Christiansen, né le 12 avril 1966 à Sønderborg au Danemark, est un chef d'entreprise danois, PDG de The Lego Group depuis 2017..

## Biographie
Christiansen est diplômé d'ingénierie civile. Entre 1991 et 1995, Niels Christiansen fait partie du groupe McKinsey & Company, et il obtient un MBA de l'INSEAD en 1993.
En 1995, il rejoint le management d'Hilti. De 2000 à 2004, il évolue au sein du groupe GN Netcom. En 2004, il devient vice-président de Danfoss. De 2008 à 2017, il est PDG de Danfoss.
En août 2017, il est nommé PDG de The Lego Group, poste qu'il démarre le 1er octobre 2017,,. Son mandat se caractérise par la digitalisation des offres de la marque et l'adoption de plastique plus écologique,.

## Distinctions
- 2024 : Time 100 Climate[7]